# Ставропольский краевой театр кукол
Ставропольский краевой театр кукол — театр в Ставрополе

## История
Организован в 1936 году как Театр кукол отдела по делам искусств исполкома Северо-Кавказского краевого Совета рабочих, крестьянских и красноармейских депутатов. Первоначально располагался в городе Пятигорске. Директором и художественным руководителем был в те годы Т. Григорович.
Весной 1939 года, приказом краевого отдела искусств, базу краевого театра кукол переводят в город Ворошиловск (Ставрополь).
Первыми постановками детского театра стали «Каштанка», «Иван-царевич», «Веселый портняжка», «Сказка о мертвой царевне», «Терем-теремок». Художественный руководитель театра в 1938—1950 годы Евгений Сергеевич Кузнецов.
Во время Великой Отечественной войны театр не прекращает свою деятельность, выступая перед бойцами в военных госпиталях и на фронте в перерывах между боями.
10 августа 1949 года решением Ставропольского крайисполкома театр кукол был ликвидирован, в связи с трудным экономическим положением. Но бригада актёров-кукольников продолжала работать при Ставропольской государственной филармонии.
30 июня 1965 года театр кукол возобновил работу, войдя в состав управления культуры Ставропольского крайисполкома. Труппу составили дипломированные актёры, выпускники Горьковского театрального училища. Возглавил её выпускник режиссёрских курсов при ГИТИСе — Савелий Романович Уралов.
В 1970-80 годах главным режиссёром театра был Рудольф Григорьевич Свиридов. Им были осуществлены следующие постановки: «Сэмбо», «Царевна-лягушка», «Иван — крестьянский сын», «Аленький цветочек», «Фронт над облаками» по поэме Ставропольского поэта А. Екимцева. Создатели этого спектакля стали лауреатами премии комсомола Ставрополья им. Героя Советского Союза А. Скокова. С 2001 по 2009 год главный режиссёр театра Григорий Менделевич Гольдман.
Над спектаклями театра работали художники: Игорь Вавилин, Сергей Жуков, Татьяна Жукова, Ирина Уварова, Светлана Швец.
Актёрам довелось поработать с такими режиссёрами как Галина Вержак, Константин Мохов, Андрей Окуньков, Юрий Остромухов, Юрий Фридман и др.

## Труппа
В театре в разные годы работали актёры Людмила Дросман, Владимир Дудкин, Алла Кузнецова, Михаил Михайлов, Анатолий Неманов, Тамара Неманова, Рудольф Свиридов и другие.

## Реконструкция 2019—2020 гг
В 1987 году театру было предоставлено здание бывшего Дома пионеров, была запланирована и началась реконструкция, но из-за отсутствия средств работы были остановлены и возобновились только в 2019 году. С 2013 года труппа театра была временно размещена в помещении Ставропольского Дворца Культуры и спорта. Костюмированное открытие театра после реконструкции состоялось 13 января 2021 года. Первым спектаклем стала «Снежная королева».

## Главные режиссёры
- Рудольф Григорьевич Свиридов
- 1974–1994 - Людмила Гаральдовна Дросман[4]
- 1994-2001 - вакантна
- 2001-2009 - Григорий Менделевич Гольдман
- Игорь Геннадьевич Каспаров

## Награды
- Премия Правительства Российской Федерации за лучшую театральную постановку по произведениям русской классики (12 декабря 2018 года) — за постановку «Аленький цветочек» (по сказке С.Т.Аксакова «Аленький цветочек»)[5].